# Монастырь Святого Всеспасителя (Еразговорс)
Монастырь Святого Всеспасителя (арм. Սուրբ Ամենափրկիչ վանք, Сурб Аменапркич, также известный как монастырь Еразговорс, монастырь Ширакаван англ. Shirakawan) — армянский монастырский комплекс IX века, расположенный в историческом городе Ширакаван, Турции (современный тур. Çetindurak, Akyaka). Полностью разрушен после турецкого нашествия в 1920 году.     

## История
Монастырь был построен по заказу царя Багратидов Смбата I. Дата начала строительства, вероятно, была после 892 года (год коронации Смбата), когда, как известно, в городе произошло землетрясение. Католикос Йованес в своей «Истории Армении» писал, что церковь в Ширакаване была освящена вскоре после его возведения на патриарший престол (что произошло в 897—898 годах) и находилась недалеко от царского дворца.
Пострадавший от нашествия тюрков—сельджуков в 1064 году, монастырь был восстановлен князем Гнелем и Анийским епископом Барсегом, ставшим впоследствии католикосом Барсегом I Анеци). Настенные надписи, датируемые 1228 и 1231 годами, сообщают, что князь Иване Закарян со своим племянником Шахиншахом освободили монастырь от налогообложения. 
Купол храма монастыря рухнул к XIX веку. Востоковед Николай Марр, при исследовании монастыря, отметил остатки многоугольного барабана первоначального купола. Этот купол в далеком прошлом рухнул и был заменен коническим куполом меньшего диаметра. Заменяющий купол также в основном обрушился и был заменен покрытием из деревянных балок, которое к 1913 году сгнило и вот-вот бы рухнул.
Марр также писал, что в 1913 году здание ремонтировалось и превращалось в сельскую приходскую церковь. Он упоминает, что во время этого ремонта жители деревни раскопали много архитектурных фрагментов, но ни один из них не был зарегистрирован и большинство из них просто повторно использовали в новых зданиях. В 1914 году архитектор Н. Буниатов произвел детальную обмерную съемку монастыря, составил его план, разрезы и чертежи, иллюстрирующие некоторые ее архитектурные детали.

## Устройство монастыря
Монастырь был построен в стиле, возрождающем традицию дворцовых соборов VII века: типология, пропорции плана, а также ряд особенностей декора имеют аналогию с собором VII века в Аруче. Храм монастыря относится к типу так называемых купольных залов. К продольным стенам его просторного наоса примыкает 2 пары мощных пилонов, несущих крестово-купольную систему перекрытий. Главное отличие от предшествующих купольных залов заключается в применении на боковых фасадах парных треугольных ниш, аналогичных тем, которые присутствовали на восточном фасаде, по сторонам апсиды. 
Храм по замыслу был хорошо освещён, с многочисленными большими окнами. Барабан купола поддерживался подвесками. Достижения дизайна включали двугранные ниши на северном и южном фасадах, а также на более обычном восточном фасаде. Храм стоял на широком пятиступенчатом основании. На его стенах смешались архаичные и современные декоративные мотивы. Марр писал, что хотя Ширакаван находился недалеко от Ани, «века отделяют архитектуру Ани от религиозных построек Ширакавана».

## Галерея

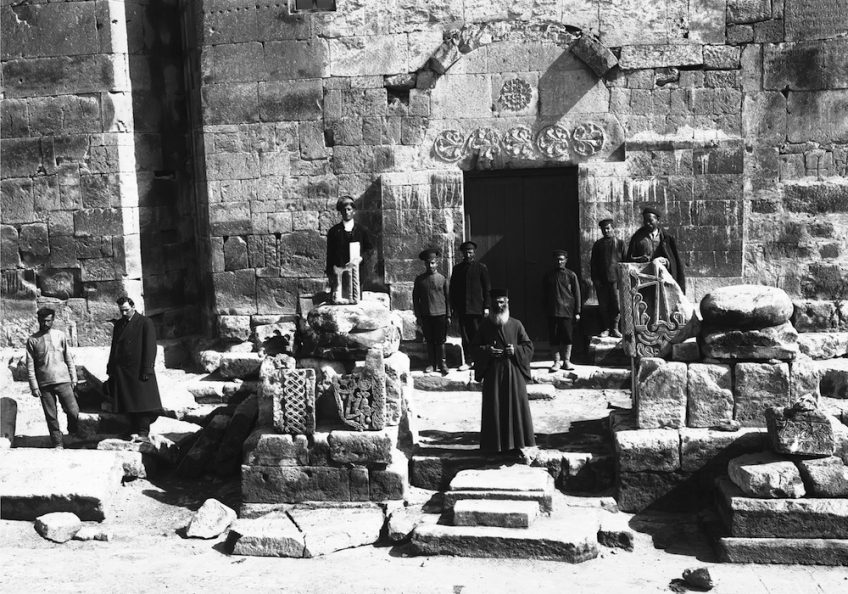
Южный вход церкви, 1908 год
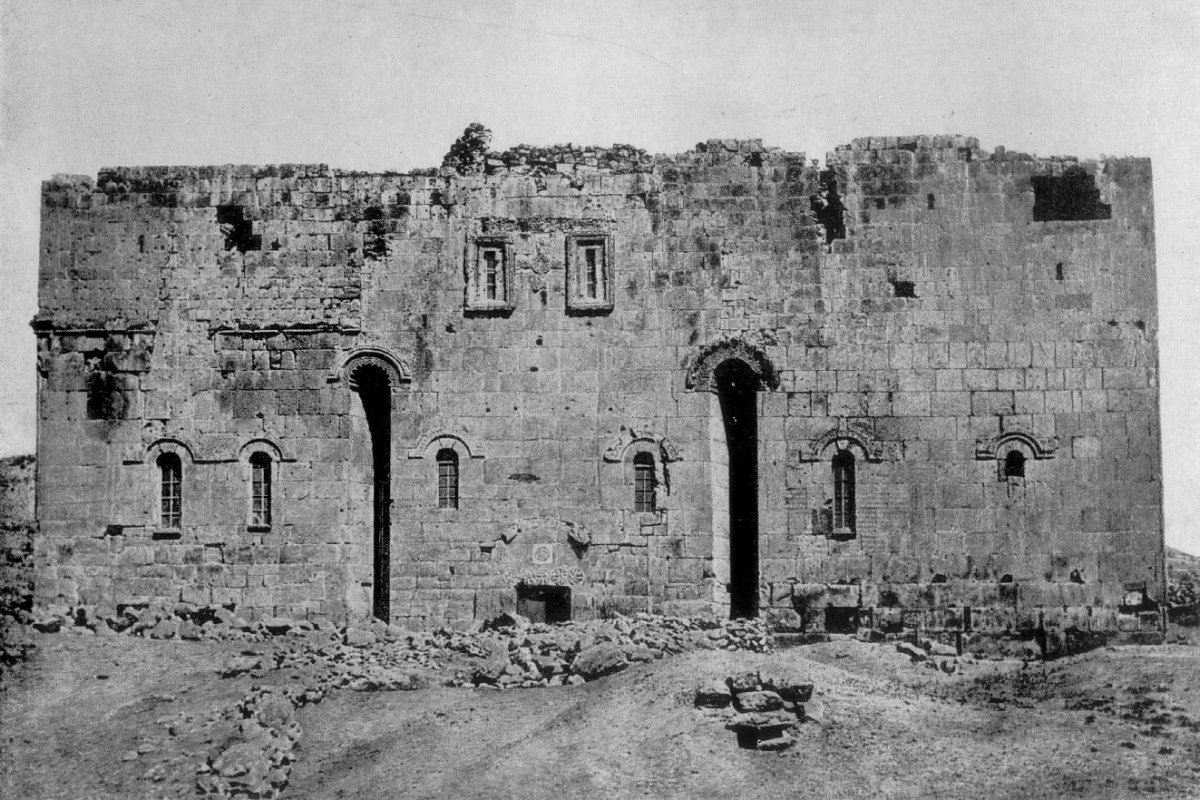
Руины церкви, 1910 год